# Show me × Show me
「Show me × Show me」（ショウミー ショウミー）は、1998年11月11日に発売されたMISSIONの2枚目のシングル。

## 概要
- 1998年12月14日 『HEY!HEY!HEY! MUSIC CHAMP』に出演。
- 1998年12月12日 『ポップジャム』に出演。

## 収録曲
1. Show me × Show me
2. Follow You
3. Show me × Show me（オリジナル・カラオケ）
4. Follow You（オリジナル・カラオケ）